# Умьотське міське поселення
Умьо́тське міське поселення (рос. Умётское городское поселение) — муніципальне утворення у складі Зубово-Полянського району Мордовії, Росія. Адміністративний центр — селище міського типу Умьот.

## Населення
Населення — 2667 осіб (2019, 2979 у 2010, 3191 у 2002).

## Склад
До складу поселення входять такі населені пункти:
| Населений пункт             | Населення, осіб (2002) | Населення, осіб (2010) |
| --------------------------- | ---------------------- | ---------------------- |
| Водоляй, селище             | 12                     | 11                     |
| Теплий Стан, село           | 174                    | 146                    |
| Умьот, селище міського типу | 3005                   | 2822                   |